# Cécile Hugonnard-Roche
 (septembre 2013).
Cécile Hugonnard-Roche est une pianiste et enseignante assistante de piano au Conservatoire national supérieur de musique et de danse de Paris et a enseigné à l'École normale de musique de Paris.
En 2016, Cécile Hugonnard-Roche enseigne le piano au conservatoire de Saint-Maur-des-Fossés.

## Biographie
Cécile Hugonnard-Roche effectue ses études musicales au Conservatoire national supérieur de musique et de danse de Paris où elle reçoit l'enseignement de Vlado Perlemuter, Jean Hubeau et Dominique Merlet. Elle y remporte quatre premiers prix : piano, musique de chambre, harmonie et accompagnement.
Grâce à une bourse de troisième cycle, elle se perfectionne pendant deux ans auprès de maîtres étrangers, élargissant et approfondissant ainsi son répertoire. 
Deuxième prix (première nommée) au Concours International de Genève en 1976, elle remporte également le Prix Schumann[réf. nécessaire] et le Prix de la Fondation Alex de Vries (Anvers).
Depuis, elle est invitée à jouer régulièrement dans de nombreux festivals et se produit en soliste et en musique de chambre dans toute l'Europe, au Brésil, en Asie du Sud-Est et au Japon. 
Elle a enregistré pour le label Quantum un CD consacré à Schumann, un second à Prokofiev et un troisième de musique française à deux pianos avec André Cauvin.
Pour Bayard Musique, elle enregistre dans la collection Les Grands Chefs-d'œuvre la Fantaisie de Schumann et la Sonate pour piano en La Majeur de Mozart.

« Cécile Hugonnard-Roche exprime avec sensibilité et détermination les véhémences passionnées, les tensions et le lyrisme, mettant en relief l’architecture d’ensemble… Une artiste qui fait chanter le piano »

— Jean Dupart, dans la revue Compact